# Каракайское
Каракайское (каз. Қарақай) — село в Жетысайском районе Туркестанской области Казахстана. Административный центр Каракайского сельского округа. Код КАТО — 514467100.

## Население
В 1999 году население села составляло 1311 человек (664 мужчины и 647 женщин). По данным переписи 2009 года, в селе проживало 1535 человек (808 мужчин и 727 женщин).